# Haftarah
 (mars 2012).

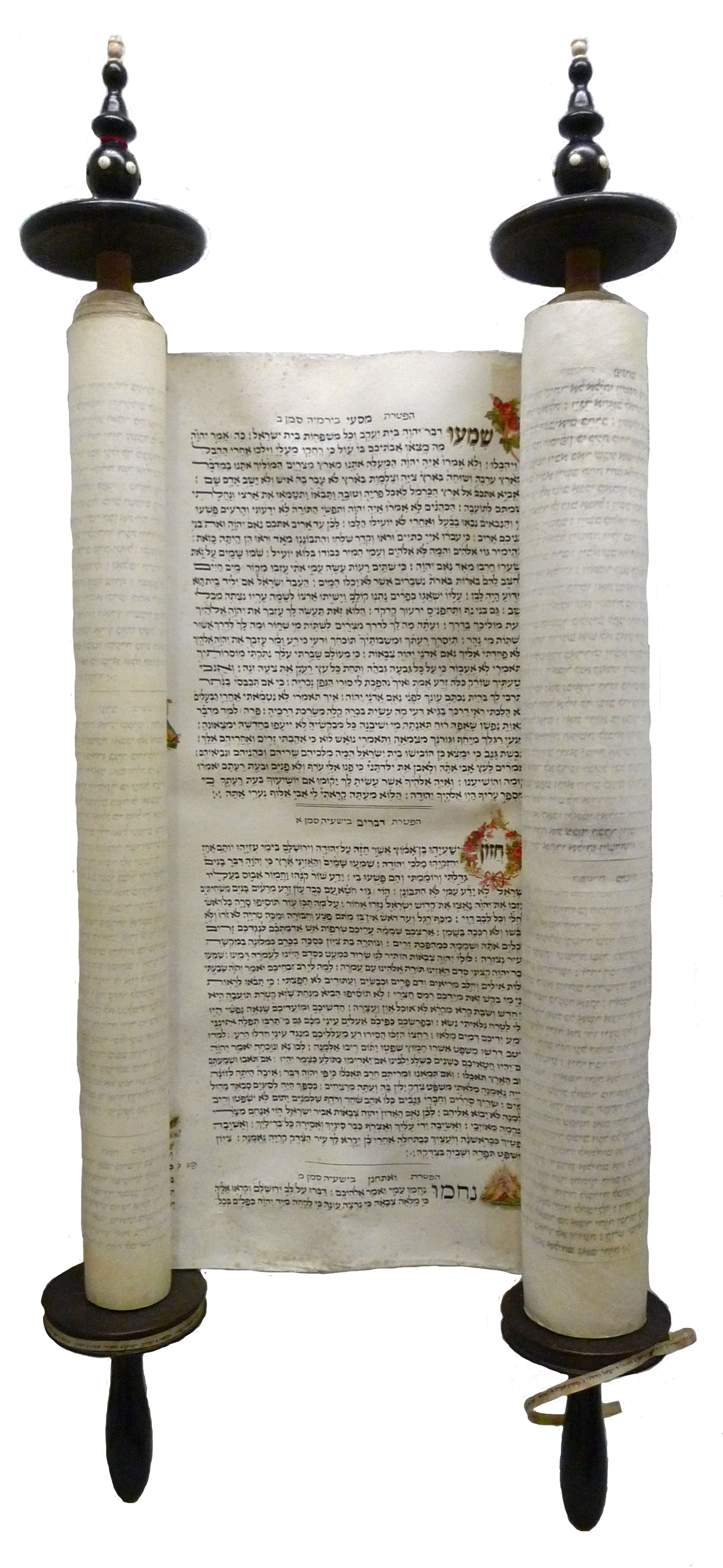
Rouleau de Haftara d'Obernai, Alsace, 1867, dans la collection du Musée juif de Suisse.

La haftarah (en hébreu : הפטרה - haftara ou haftarot au pluriel) est un texte issu des livres de Neviim (les Prophètes), lu publiquement à la synagogue après la lecture de la parasha, lors du chabbat ou des jours de fêtes juives.

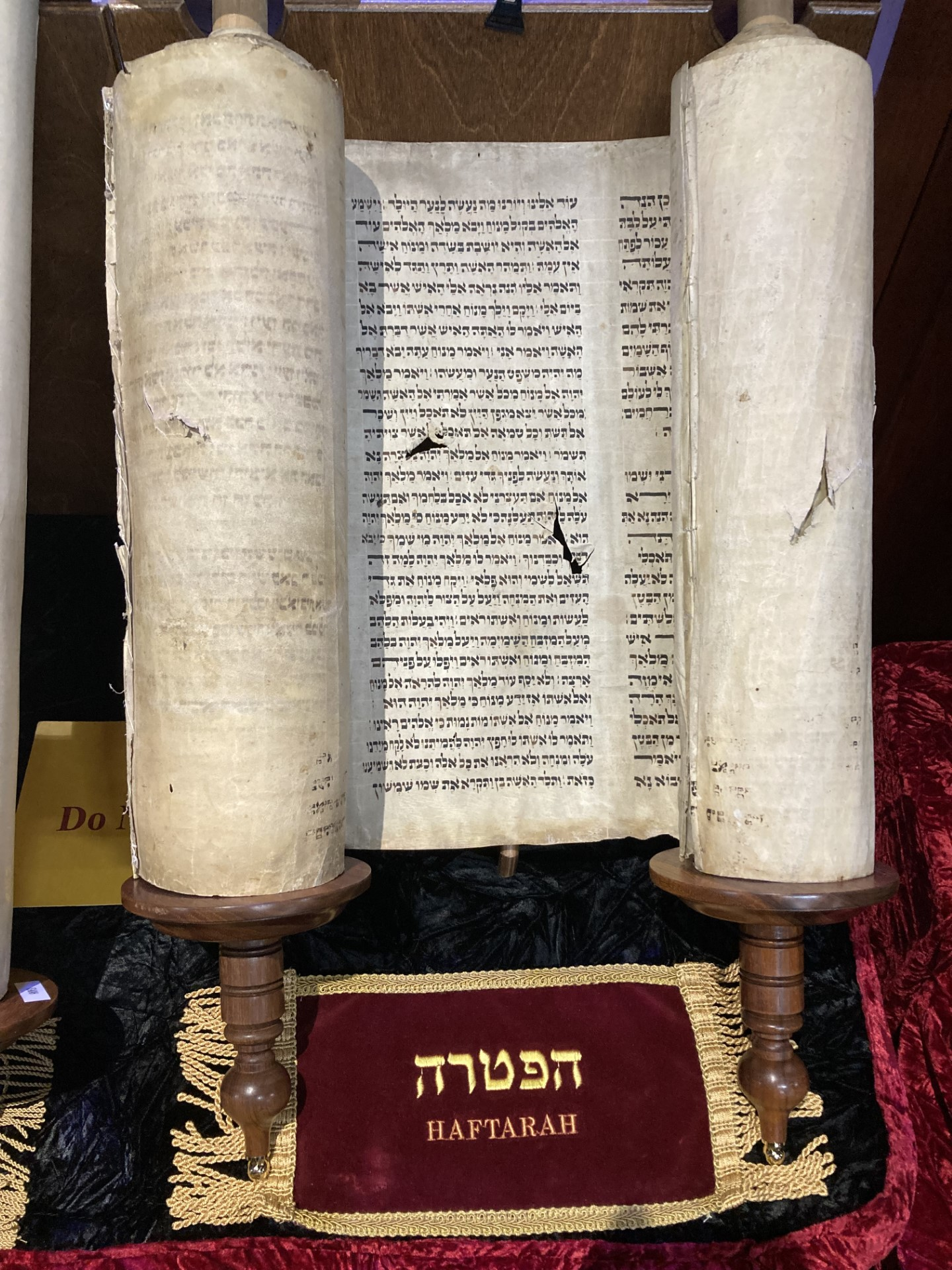
Rouleau de Haftara, il a été transpercé par une baïonnette nazie

Le texte institué pour chaque occasion a un thème en rapport avec la parasha correspondante. Des bénédictions sont lues avant et après la lecture chantée de la Haftarah par un membre du miniane.

## Histoire
On lisait la haftarah au moins dès environ l'an 70, quoique peut-être pas obligatoirement, ni dans toutes les communautés, ni à chaque chabbat. Le Talmud mentionne qu'une haftarah a été lue en présence du rabbi Eliezer ben Hyrcanos. Le Nouveau Testament de son côté dit que la lecture des Prophètes était une partie commune du service de chabbat, semble-t-il avant l'an 70, du moins dans les synagogues de Jérusalem et pas nécessairement selon un calendrier fixe.
Diverses théories ont été proposées quant à l'origine de ces lectures. La plus courante, celle du rabbi David Aboudirham (XIVe sc.), les fait remonter à la domination séleucide, comme substitut à la lecture de la Torah qu'Antiochos IV vers -167 avait fait interdire. De leur côté les rabbi Reuvein Margolies (en) et Samson Raphael Hirsch ont suggéré que ces lectures ont été introduites pour lutter contre les sectes qui réduisaient la Bible hébraïque à la seule Torah.

## Liste desHaftarot
La sélection des Nevi'im (Prophètes) lue comme haftarah n'est pas toujours la même dans toutes les communautés. Quand l'usage diffère, cette liste l'indique comme suit:
- A = Rite Ashkénaze (AF=Francfort-sur-le-Main; AH=Habad);
- I = Rite Italien;
- S = Rite Séfarade et Rite égyptien (SI=Péninsule Ibérique; SM=Égypte; SN=Maghreb)
- Y = Rite Yéménite ;
- Q = Rite Karaïte.

Quand ces lettres n'apparaissent pas, le rite est le rite commun.

### Haftarotpour laGenèse
- Bereshit
  - A: Isaïe 42:5–43:10
    - AF, AH: Isaïe 42:5–21

  - I: Isaïe 42:1–21
  - S: Isaïe 42:5–21
  - Y: Isaïe 42:1–16
  - Q: Isaïe 65:7–66:13
- Noach
  - A, Y, SN: Isaïe 54:1–55:5
    - AF, AH: Isaïe 54:1–10
    - quelques communautés Y : Isaïe 54:1–55:3

  - S: Isaïe 55:1–10
  - I: Isaïe 54:1–55:5
  - Q: Isaïe 54:9–55:12
- Lekh Lekha
  - A, S: Isaïe 40:27–41:16
  - Q: Josué 24:3–18
- Vayera
  - A: Rois II 4:1–37
  - S: Rois II 4:1–23
  - Q: Isaïe 33:17–35:10
- Hayei Sarah
  - A, S: Rois I 1:1–31
  - I: Rois I 1:1–34
  - Y: Rois I 1:1–31,46
    - Communautés Dardai : Rois I 1:1–31

  - Q: Isaïe 51:2–51:22
- Toledot
  - A, S: Malachi 1:1–2:7
  - Q: Isaïe 65:23–66:18
- Vayetze
  - A: Osée 12:13–14:10
  - Q: Osée 11:7–13:5
- Vayishla'h
  - A: Osée 11:7–12:12
  - S: Ovadia 1:1-21
- Vayeshev
  - Amos 2:6–3:8
- Miketz
  - Rois I 3:15–4:1
- Vayigash
  - Ezéchiel 37:15–28
- Vaye'hi
  - Rois I 2:1–12

### Haftarotpour l'Exode
- Shemot
  - A: Isaiah 27:6–28:13 & 29:22–23
  - S: Jérémie 1:1–2:3
- Va'era
  - Ezekiel 28:25–29:21
- Bo
  - Jeremiah 46:13–28
- Beshalakh
  - Judges 4:4–5:31
- Yitro
  - Isaiah 6:1–7:6 & 9:5–6
- Mishpatim
  - Jeremiah 34:8–22 & 33:25–26
- Terumah
  - 1 Kings 5:26–6:13
- Tetzave
  - Ezekiel 43:10–27
- Ki Tissa
  - A: 1 Kings 18:1–39
  - S: 1 Kings 18:20–39
- Vayaqhel
  - A:1 Rois 7:40–50
  - S:1 Rois 7:13–26
- Peqoudei
  - A:1 Kings 7:51–8:21
  - S:1 Kings 7:40–50

### Haftarotpour leLévitique
- Vayikra
  - Isaïe 43:21–44:23
- Tzav
  - Jérémie 7:21–8:3; 9:22, 23
- Shemini
  - A: 2 Samuel 6:1–7:17
  - S: 2 Samuel 6:1-19
- Tazria
  - 2 Rois 4:42–5:19
- Tazria–Metzora
  - 2 Rois 7:3–20
- Metzora
  - 2 Rois 7:3–20
- A'harei
  - A: Ezekiel 22:1–19
  - S: Ezekiel 22:1–16
- A'harei–Kedoshim
  - A: Amos 9:7–15
  - S: Ezekiel 20:2–20
- Kedoshim
  - A: Amos 9:7–15
  - S: Ezekiel 20:2–20
- Emor
  - Ezekiel 44:15–31
- Behar
  - Jérémie 32:6–27
- Behar–Be'houkotaï
  - Jérémie 16:19–17:14
- Be'houkotaï
  - Jérémie 16:19–17:14

### Haftarotpour lesNombres
- Bamidbar
  - Osée 2:1–22
- Nasso
  - Judges 13:2–25
- Behaalotekha
  - Zacharie 2:14–4:7
- Shlakh
  - Josué 2:1–24
- Korah
  - 1 Samuel 11:14–12:22
- Houkat
  - Juges 11:1–33
- Hukat–Balak
- Balak
  - Michée 5:6-6:8
  - I: Michée 5:4-6:8[3]
- Pinehas
  - 1 Kings 18:46-19:21
  - Jeremiah 1:1-2:3
- Matot
  - Jeremiah 1:1-2:3
- Matot–Masei
- Massei
  - A: Jérémie 2:4–28; 3:4
  - S: Jérémie 2:4–28; 4:1, 2

### Haftarotpour le Deutéronome
- Devarim
  - Isaïe 1:1–27
- Vaethanan
  - Isaïe 40:1–26
- Ekev
  - Isaïe 49:14–51:3
- Ree
  - Isaïe 54:11–55:5
- Shofetim
  - Isaïe 51:12–52:12
- Ki Tetze
  - Isaïe 54:1–10
- Ki Tavo
  - Isaïe 60:1–22
- Netzavim
  - Isaïe 61:10–63:9
- Netzavim–Vayelech
- Vayelech
  - Isaïe 55:6–56:8
- Haazinou
  - 2 Samuel 22:1–51
- V'zot Haberacha
  - A: Josué 1.1–18
  - S: Josué 1.1–9

### Haftarotpour Sabbats spéciaux, Festivals, et jours de jeûne
En général, pour les dates ci-dessous, les haftarot indiquées ci-dessous sont lues, même si cela remplace la haftara attachée à un passage de la Torah du sabbat.
Cependant, dans certaines communautés, les deux premiers hafatarot ci-dessous (que pour Roch Hodech et que pour la journée précédant Roch 'Hodech) sont remplacés par l'hebdomadaire' 'haftarah «régulier» lorsque la lecture hebdomadaire est' 'Masei' 'ou plus tard.
- Sabbath coïncidant avec la veille du Rosh Hodesh, sauf Rosh Hodesh de Nisan, Tevet, ou Adar, et à l'exception de Rosh Hashanah
- Sabbath coïncidant avec Rosh Hodesh, sauf Rosh Hodesh Nisan, Tevet, or Adar, and except Rosh Hashanah
- Sabbath précédant immédiatement le deuxième jour du mois de Nisan (Sabbath de Parashat Hahodesh)
- Sabbath précédant immédiatement la fête de Pessah (Shabbat Hagadol)
- Premier jour de Pessah
- Second jour de Pessah (hors d' Eretz Yisrael)
- Sabbath des jours intermédiaires de Pessah
- Septième jour de Pessah
- Huitième jour de  Passover (hors d' Eretz Yisrael)
- Premier jour de  Shavouot
- Second jour de  Shavouot (hors d' Eretz Yisrael)
  - Habakouk 2:20–3:19
- 9 Av, matinhaftarah
- 9 Av, après-midi haftarah
  - A: Isaïe 55:6–56:8
  - surtout S: Osée14:2–10
- Sabbath coïncidant avec Rosh Hodesh Eloul
- Premier jour de Rosh Hashanah
  - 1 Samuel 1:1–2:10
- Second jour de Rosh Hashanah
  - Jérémie 31:1–19
- Jeûne de Gedaliah,haftarah du matin
  - Néant
- Jeûne de Gedaliah, haftarah de l'après-midi
  - A, Y, parfois S: Isaïe 55:6–56:8
- Sabbath précédant Yom Kippour (Shabbat Sohuva)
  - Osée 14:2–10. Certaines communautés ajoutent Joël 2:15–17 ou Michée7:18–20. cependant, de nombreuses communautés ajoutent aujourd'hui ces deux  passages.
  - Certaines communautés lisent Isaïe 55:6–56:8 à la place.
- Yom Kippour, haftara du matin
  - Isaïe 57:14–58:14
- Yom Kippour, de l'après-midihaftara de l'après-midi
  - Jonas (en entier), et Michée 7:18–20
- Premier jour de  Soukkot
- Second jour de  Soukkot (hors d' Eretz Yisrael) 
  - IRois 8:2–21
- Sabbath des jours intermédiaires deSoukkot
- Shemini Atzeret (hors d'Eretz Yisrael)
  - IRois 8:54–9:1
- Simhat Torah
  - A: Josué 1:1–18
  - S: Josué  1:1–9
  - Dans certaines communautés: IRois 8:22–53
- Premier(ou seul) Sabbath of Hanouka
- Second Sabbath of Hanuka
  - IRois 7:40–50
- Sabbath précédant immédiatement le second jour du mois de Adar (ou de  Adar II) (Sabbath Parashat Shekalim)
- Sabbath précédant immédiatement Pourim (Sabbath  Parashat Zachor)
- Sabbath Shushan Pourim dans les villes qui le célèbrent
- Sabbath Shushan Pourim dans les villes qui  célèbrent Pourim
  - Pas de haftarah spéciale : c'est la haftarah prévue pour cette semaine-là qui est lue
- Sabbath suivant immédiatement Shushan Pourim (Sabbath Parashat Parah)
- Jours de jeûne (autres que ceux qui ont été mentionnés ci-dessus), haftarah du matin
  - Néant
- Fast days (autres que ceux qui ont été mentionnés ci-dessus), haftarah de l'après-midi
  - A: Isaïe 55:6–56:8
  - S: Néant

### Haftarahfor a bridegroom
It was customary in many communities to read Isaiah 61:10 – 63:9 if a bridegroom (who had married within the previous week) was present in the synagogue. Customs varied:
- In some communities, this entire haftarah was read, supplanting the usual haftarah of that week.
- In some communities, only a few verses (possibly Isaiah 61:10 – 62:5, although the literature is unclear) were read. They were read after the usual haftarah, either before or after — depending on local custom — the closing blessings of the haftarah.

When a Talmudically specified haftarah was to be read on a certain Sabbath (e.g., on Sabbath of Hanukkah), some communities did not read the bridegroom's haftarah, preferring to keep to the standard haftarah of the week. Again, customs varied:
- In some communities, the bridegroom's haftarah was read.
- Some communities, even though they normally read the entire briodegroom's haftarah for a bridegroom, now merely appended a few verses of it to the weekly haftarah.
- Some communities omitted the bridegroom's haftarah altogether, reading the weekly haftarah instead.

De nos jours, cette coutume a pratiquement disparu. Personne, sauf le juifs karaïtes lit une haftarah «spécial» pour un époux plus longtemps.